# Shio, Koshō
Shio, Koshō (塩、コショウ) é o terceiro álbum de estúdio da banda japonesa GReeeeN, lançado em 10 de junho de 2009. Possui uma edição limitada onde contém um DVD. Há também outra versão onde contém a faixa bônus "Kiseki".
Com venda superior a 101.000 cópias no primeiro dia, o álbum estreou na posição número um nas paradas de álbuns Oricon. O álbum estreou na posição de número um nas paradas semanais da Oricon, vendendo mais de 452.000 cópias em sua primeira semana.
O álbum possui uma hidden track, que foi sem título, quando o álbum foi lançado. Depois essa faixa foi nomeada como Hige, Kosō (髭、コソウ).

## Faixas
| N.º | Título                                   | Duração |  |
| 1.  | "Hikari (光)"                            | 3:35    |  |
| 2.  | "Kuchibue (口笛)"                        | 3:40    |  |
| 3.  | "Haruka (遥か)"                          | 5:37    |  |
| 4.  | "Ayumi (歩み)"                           | 4:12    |  |
| 5.  | "Itsumademo (いつまでも)"                | 4:03    |  |
| 6.  | "Tabibito (旅人)"                        | 3:33    |  |
| 7.  | "Hallelujah!!!!"                         | 3:33    |  |
| 8.  | "Story"                                  | 3:53    |  |
| 9.  | "Setsuna (刹那)"                         | 4:46    |  |
| 10. | "Fuyu no Aruhi no Uta (冬のある日の唄)"  | 4:23    |  |
| 11. | "Tobira (扉)"                            | 4:14    |  |
| 12. | "Sora e no Tegami (空への手紙)"          | 3:57    |  |
| 13. | "Fubo Uta (父母唄)"                      | 5:04    |  |
| 14. | "Hige, Kosō (髭、コソウ) (hidden track)" | 2:22    |  |

| Limited Edition A: Bonus DVD |                  |         |  |
| N.º                          | Título           | Duração |  |
| 1.                           | "Tobira (扉)"    |         |  |
| 2.                           | "Ayumi (歩み)"   |         |  |
| 3.                           | "Setsuna (刹那)" |         |  |
| 4.                           | "Haruka (遥か)"  |         |  |

| Limited Edition B: Bonus Track |                                          |         |  |
| N.º                            | Título                                   | Duração |  |
| 14.                            | "Kiseki (bonus track)"                   | 4:31    |  |
| 15.                            | "Hige, Kosō (髭、コソウ) (hidden track)" | 2:22    |  |